# 保護面

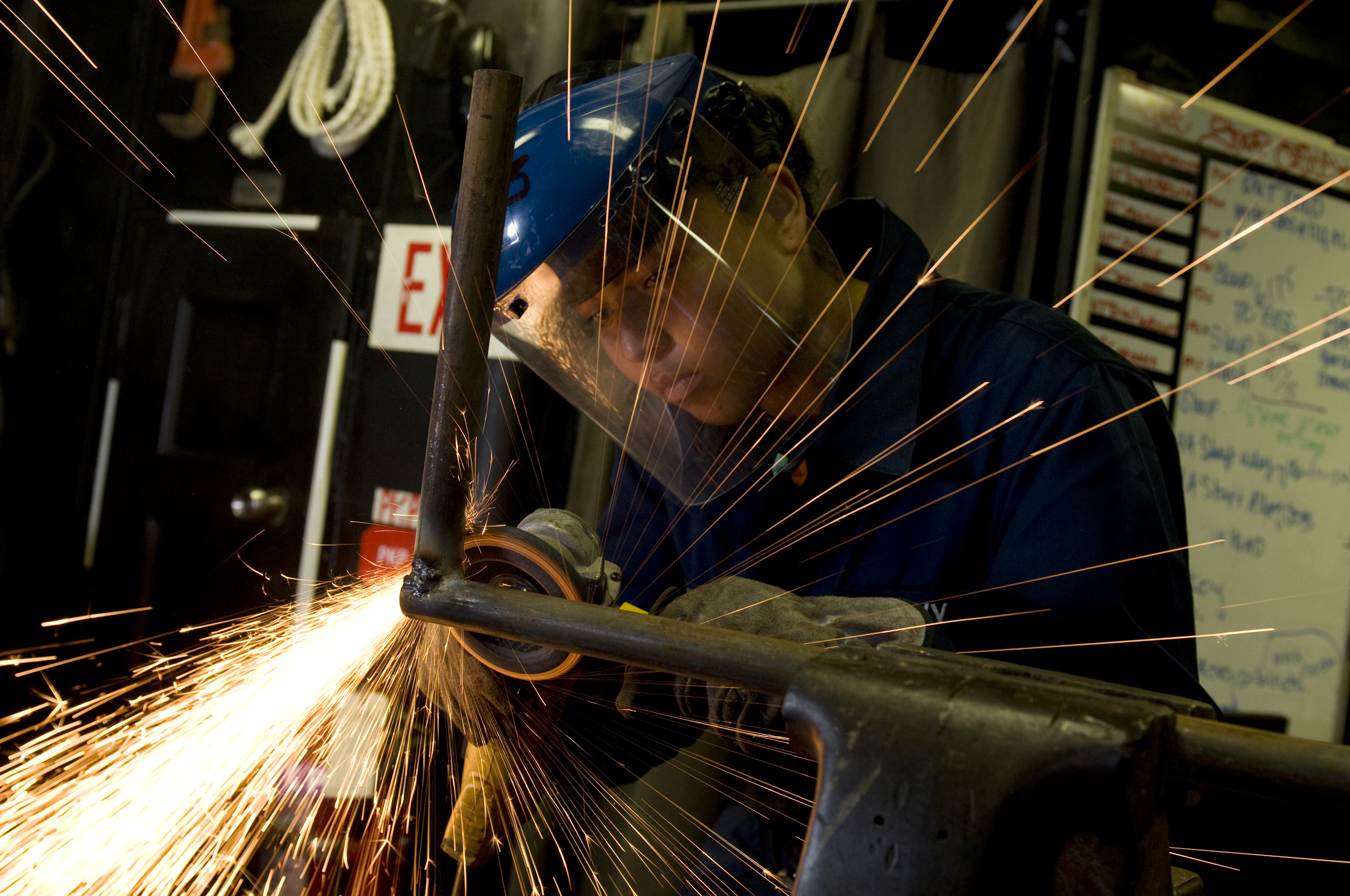
保護面を付けた研磨作業

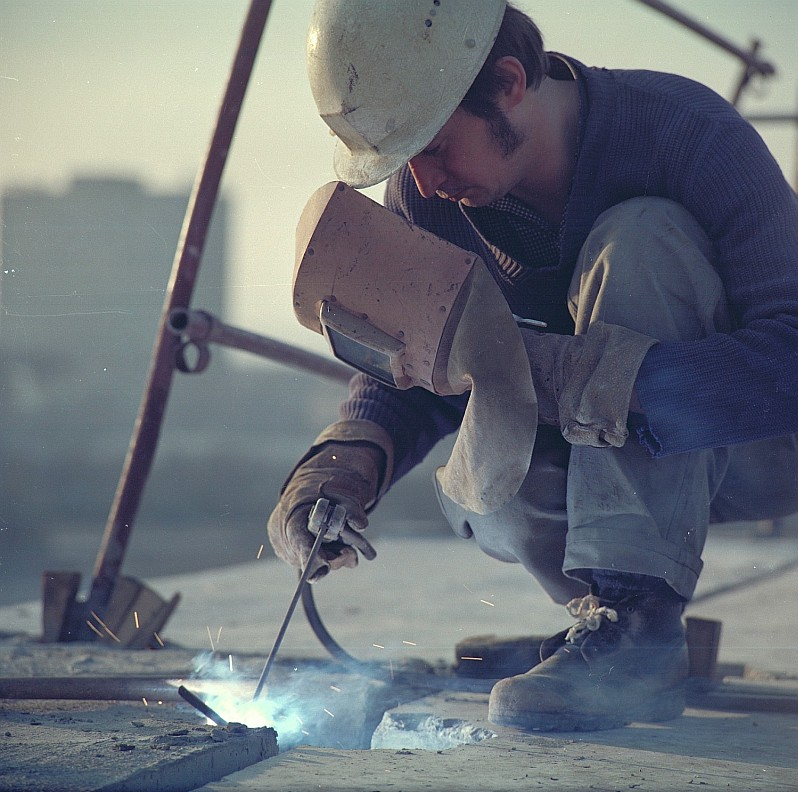
手持ち式の溶接マスク

保護面（ほごめん）とは、溶接作業、溶断作業、研磨作業、薬剤取扱作業などにおいて、作業に伴って発生する有害光線や熱、飛散する粉塵、薬液飛沫などに顔面がさらされないようにするための器具。防災面ともいう。
頭部に直接かぶるタイプのもの、ヘルメットに取り付けるタイプのもの、手で持つタイプのものがある。
視界部分はアクリル製やポリカーボネート製のものが多い。

## 溶接用保護面
溶接や溶断の作業時に有害光線・飛来物・粉末飛沫などから保護するもので、保護メガネと面体とを一体化させたものである。溶接用のものは、溶接マスク、溶接面、遮光面ともいう。
溶接マスクでは、作業効率を上げるために有害な光線を感知して溶接時にのみ自動で遮光する機能をもつものもある。
なお、日本産業規格は遮光保護具について規格を設けている（JIS T8141）。